# Arvid Lindblad
Arvid Lindblad (London, 2007. augusztus 8. –) svéd származású brit autóversenyző, a Red Bull Junior Team tagja.

## Magánélete
Arvid Lindblad 2007. augusztus 8-án született Virginia Waterben, Surrey államban, Angliában. Apja, Stefan Lindblad svéd, míg anyja, Anita Ahuja indiai származású, brit állampolgár. Lindblad a Guildfordi Királyi Gimnáziumban tanult, és először akkor lépett kapcsolatba a motorsporttal, amikor háromévesen ajándékba kapott egy krosszmotort.

## Pályafutása

### A kezdtek
Lindblad először öt évesen kezdett gokartozni az esheri Daytona Sandown Parkban. Kilenc évesen Oliver Rowland kezdte el a menedzselését. 2020-ban megnyerte a WSK Super Master Series-t, az OKJ-osztályban. 2021-ben leigazolta a Red Bull Junior Team, és megnyerte a WSK Euro Series-t és az OK gokartok között a WSK Final Cup-ot. A 2022-es Champions of the Future téli gokartverseny kvalifikációs futamán, egy ütközés miatt kiesett, hüvelykujj-törést és kiterjedt szöveti sérülést szenvedett.

### Formula–4

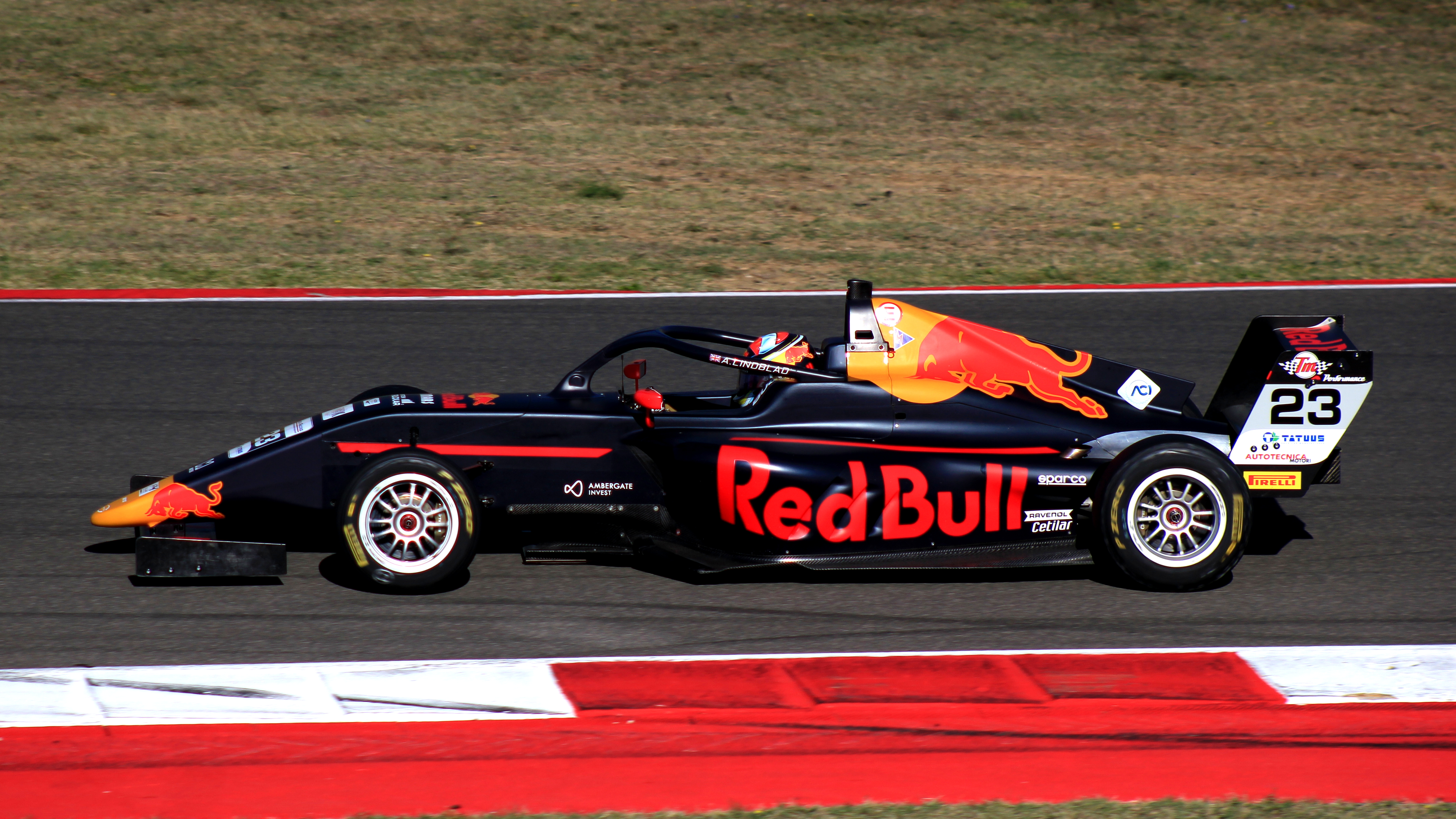
Lindblad 2023-ban, Mugellóban.

2022-ben már formulaautóban próbálta ki magát, amikor az olasz Formula–4-es szériában indult el a holland Van Amersfoort Racing színeiben az évad ötödik fordulójában, a Red Bull Ringen.
2023-ban már teljes évet futott a Prema Racing alakulatával. Ezen kívül még a Hitech Grand Prix-el indult az arab Formula–4-ben is, ahol a dubai nyitány harmadik viadalát megnyerte, amivel megszerezte első győzelmét a kategóriában. Az olasz bajnokságban is remekül kezdett, hat győzelmet aratott az első négy fordulóból. Miután mindhárom versenyt megnyerte Monzában és 80 pont fölé emelte bajnoki előnyét. Mugellóban, az évad vége előtt folyamatos problémák hátráltatták és végül 3. lett az összetettben Kacper Sztuka és Ugo Ugochukwu mögött. Az év végén indult a legendás makaói nagydíjon, ahol megnyerte a Formula–4-es versenyt.

### Formula–3

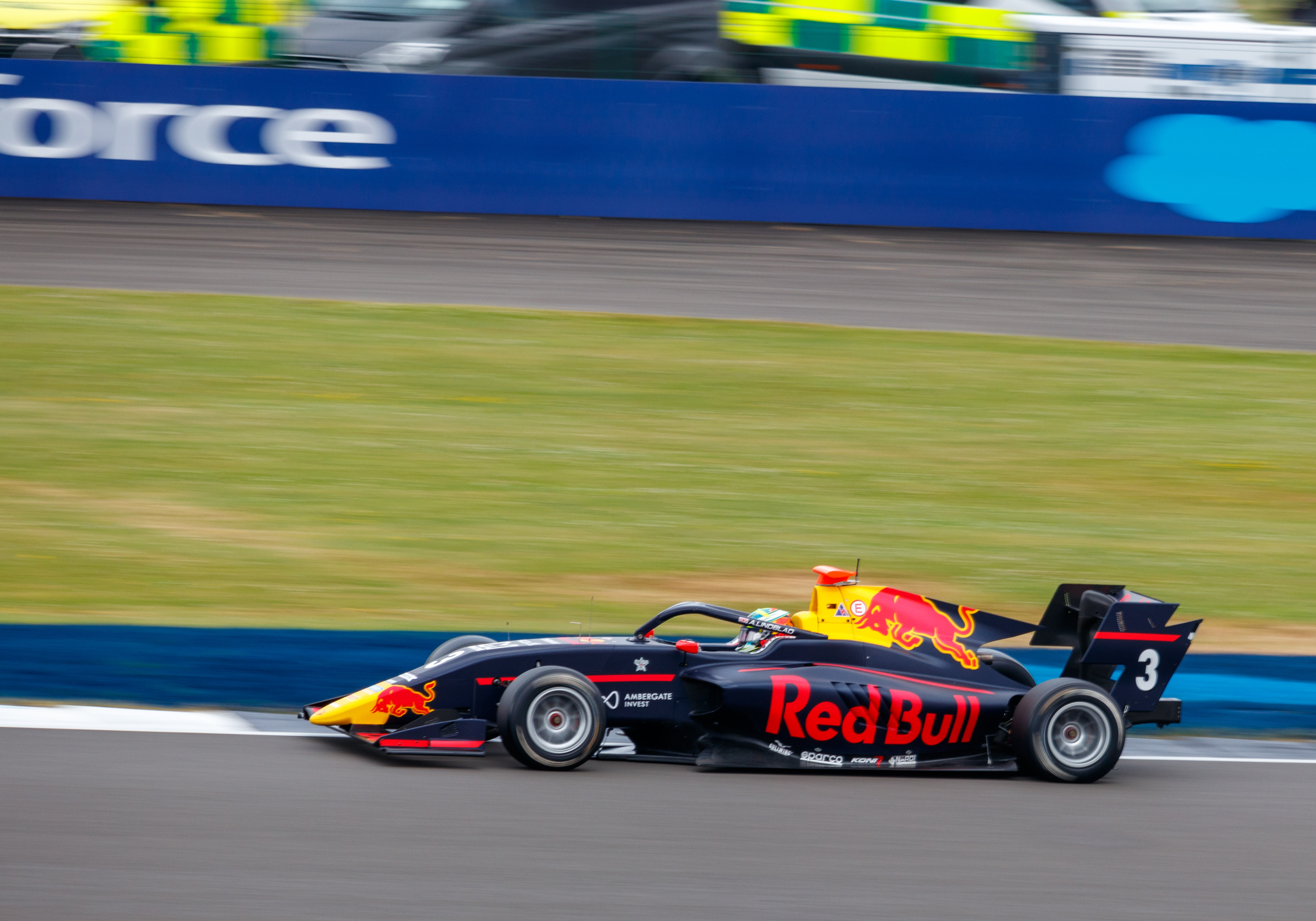
Lindbald a 2024-es brit nagydíjon.

2023 októberében a Prema Racing bejelentette, hogy felviszi az FIA Formula–3 bajnokságba 2024-ben. Csapattársai Gabriele Minì és Dino Beganovic lettek. Az év legelső versenyét, a bahreini sprintversenyt egyből megnyerte 16 évesen. Újabb sprintversenyes dobogós helyezést ért el Ausztráliában, megelőzve Christian Mansellt és Laurens van Hoepent. Nem sokkal a győztes, Martinius Stenshorne mögött ért célba. A tizedik futamon, a barcelonai fő versenyen a negyedik körben megelőzte Mansellt, majd megnyerte a viadalt, amivel a széria történetének legfiatalabb fő futamos győztese lett. A Red Bull Ringen Lindblad egy csatában kapott defektet, amiatt kiesett a sprintversenyből, majd vasárnap a rajtrács második helyéről a hetedikre esett vissza, ismét egy kontakt következtében.
Hazai pályán, Silverstone-ban mindkét versenyt ledominálta. A fő versenyen félig vizes, félig száraz aszfalton jól taktikázott, majd Callum Voisin 10 másodperces büntetését követően az élre állt. Ezzel ő lett az FIA F3 első versenyzője, aki egy hétvége mindkét futamát megnyerte. Az összetett pontverseny 2. helyéről várta a folytatást. Ezt követően a továbbiakban viszont már pontokat sem tudott szerezni. Több alkalommal kiesett vagy kapott büntetést. Többek között emiatt is végül csak a 4. lett 113 ponttal a neve mellett.

### Formula–2
2024 szeptemberében a spanyol Campos Racing tudatta, hogy a 2025-ös FIA Formula–2 szezonban Lindbald náluk fog versenyezni. 2025. április 19-én a Formula–2 történetének legfiatalabb futamgyőztesévé vált a dzsidda-i sprintfutamon, ami saját maga első futamgyőzelme is volt a kategóriában.

### Formula–1
A Red Bull már 2021-ben, még a gokartos karrierje során elkezdte támogatni, majd 2022-ben hivatalosan is csatlakozott a Red Bull Junior Teamhez. 2024 szeptemberében ült életében először Formula–1-es autóban, amikor Houstonban az RB8-as modellel egy bemutatón vett részt. Azzal a konstrukcióval, amellyel Sebastian Vettel a 2012-es világbajnoki címét szerezte.

## Eredményei

### Karrier összefoglaló
| Év   | Bajnokság                                | Csapat                        | Verseny | Győzelem | Pole | Leggyorsabb kör | Dobogó | Pont  | Helyezés |
| ---- | ---------------------------------------- | ----------------------------- | ------- | -------- | ---- | --------------- | ------ | ----- | -------- |
| 2022 | Olasz Formula–4-bajnokság                | Van Amersfoort Racing         | 8       | 0        | 0    | 0               | 0      | 12    | 17.      |
| 2023 | Arab Formula–4-bajnokság                 | Hitech Grand Prix             | 15      | 1        | 1    | 1               | 3      | 107   | 5.       |
| 2023 | Olasz Formula–4-bajnokság                | Prema Racing                  | 21      | 6        | 4    | 3               | 10     | 263,5 | 3.       |
| 2023 | Euro–4                                   | Prema Racing                  | 9       | 1        | 1    | 2               | 4      | 124   | 4.       |
| 2023 | Makaói nagydíj - F4                      | SJM Theodore Prema Racing     | 2       | 2        | 2    | 2               | 2      | —     | 1.       |
| 2024 | Formula Regionális Közel-Kelet-bajnokság | Mumbai Falcons Racing Limited | 9       | 1        | 0    | 0               | 1      | 33    | 13.      |
| 2024 | Formula–3                                | Prema Racing                  | 20      | 4        | 0    | 1               | 5      | 113   | 4.       |
| 2025 | Formula Regionális Óceánia-bajnokság     | M2 Competition                | 15      | 6        | 6    | 6               | 12     | 370   | 1.*      |
| 2025 | Formula–2                                | Campos Racing                 | 17      | 2        | 1    | 3               | 3      | 84*   | 7.*      |

* A szezon jelenleg is zajlik.

### Teljes FIA Formula–3-as eredménysorozata
| Év   | Csapat       | 1         | 2         | 3         | 4          | 5         | 6         | 7          | 8         | 9         | 10        | 11         | 12        | 13        | 14        | 15         | 16          | 17         | 18         | 19         | 20         | Helyezés | Pont |
| ---- | ------------ | --------- | --------- | --------- | ---------- | --------- | --------- | ---------- | --------- | --------- | --------- | ---------- | --------- | --------- | --------- | ---------- | ----------- | ---------- | ---------- | ---------- | ---------- | -------- | ---- |
| 2024 | Prema Racing | BHR SPR 1 | BHR FEA 8 | AUS SPR 2 | AUS FEA 11 | IMO SPR 8 | IMO FEA 7 | MON SPR Ki | MON FEA 4 | ESP SPR 9 | ESP FEA 1 | AUT SPR Ki | AUT FEA 7 | GBR SPR 1 | GBR FEA 1 | HUN SPR 15 | HUN FEA 28† | BEL SPR 15 | BEL FEA Ki | ITA SPR 12 | ITA FEA 16 | 4.       | 113  |

† A versenyt nem fejezte be, de helyezését értékelték, mert a versenytáv több, mint 90%-át teljesítette.

### Teljes FIA Formula–2-es eredménysorozata
(Táblázat értelmezése)

(Félkövér: pole-pozícióból indult; dőlt: leggyorsabb kört futott) 

| Év   | Csapat        | 1          | 2         | 3         | 4         | 5         | 6         | 7         | 8         | 9         | 10        | 11        | 12        | 13         | 14         | 15        | 16        | 17      | 18      | 19      | 20      | 21      | 22      | 23      | 24      | 25      | 26      | 27      | 28      | Helyezés | Pont |
| ---- | ------------- | ---------- | --------- | --------- | --------- | --------- | --------- | --------- | --------- | --------- | --------- | --------- | --------- | ---------- | ---------- | --------- | --------- | ------- | ------- | ------- | ------- | ------- | ------- | ------- | ------- | ------- | ------- | ------- | ------- | -------- | ---- |
| 2025 | Campos Racing | AUS SPR 10 | AUS FEA T | BHR SPR 5 | BHR FEA 8 | KSA SPR 1 | KSA FEA 7 | IMO SPR 2 | IMO FEA 4 | MON SPR 8 | MON FEA 5 | ESP SPR 8 | ESP FEA 1 | AUT SPR Ki | AUT FEA 12 | GBR SPR 9 | GBR FEA 8 | BEL SPR | BEL FEA | HUN SPR | HUN FEA | ITA SPR | ITA FEA | AZE SPR | AZE FEA | QAT SPR | QAT FEA | UAE SPR | UAE FEA | 6.*      | 84*  |

† A versenyt nem fejezte be, de helyezését értékelték, mert a versenytáv több, mint 90%-át teljesítette.
* A szezon jelenleg is zajlik.